# Melina Daniel
Melina Noelle Daniel, född 1 mars 2000, är en amerikansk taekwondoutövare.

## Karriär
I oktober 2023 tog Daniel brons i 49 kg-klassen vid panamerikanska spelen i Santiago.